# Henryk Kukuła
Henryk Kukuła (* 17. února 1966 Chořov) je polský sériový vrah, pedofil a nekrofil, známý jako „Monstrum z Chořova“. Od září roku 1980 do července roku 1990 znásilnil a zavraždil 4 děti. Z vězení měl být propuštěn v roce 2020, ale v lednu 2020 soud prohlásil, že v izolaci zůstane.

## Život
Kukula se narodil v roce 1966 v Chořově. Kukula byl od dětství problémový. Byl agresivní vůči svým vrstevníkům. Podle svědectví jeho matky, když byl Kukula dítětem, narazil hlavou o stůl. Matka ho nevzala do nemocnice a kvůli špatně zahojenému zranění to mohlo způsobit chlapcovu agresivitu. Byl hospitalizován na klinice duševního zdraví, ale jeho matka mu nedávala předepsané léky. O rok později v roce 1980 když bylo Kukulovi 14 let, zavraždil pětiletou dívku. Po smrti zneužil její mrtvolu vložením prstů do pochvy. Mladý vrah byl umístěn do zařízení pro duševně choré v Krupském Mlýně. Během svého pobytu v centru zabil devítiletého syna vychovatelky. Kukula znásilnil mrtvého chlapce. Za vraždu byl odsouzen na 15 let do vězení. Kukula je ve vězení se svými spoluvězni. Podle amnestie z prosince roku 1989 byl trest snížen na 10 let. V dubnu roku 1990 Kukula opustil vězení a v červenci roku 1990 znásilnil a zavraždil dva bratry ve Slezské Rudě. Za tento zločin byl odsouzen na 25 let do vězení. Zůstaly mu 3 roky a 9 měsíců odnětí svobody, z předchozího trestu. Za další rok ve vězení dostal Kukula za útok na vězeňskou stráž. 

## Oběti
| Jméno       | Pohlaví | Věk | Datum úmrtí       | Místo vraždy |
| ----------- | ------- | --- | ----------------- | ------------ |
| Karina S.   | Žena    | 5   | 23. září 1980     | Chořov       |
| Radosław T. | Muž     | 9   | 10. leden 1984    | Krupski Młyn |
| Radosław W. | Muž     | 5   | 28. červenec 1990 | Slezská Ruda |
| Robert W.   | Muž     | 7   | 28. červenec 1990 | Slezská Ruda |